# Fathepur, Bidar
Fathepur là một làng thuộc tehsil Bidar, huyện Bidar, bang Karnataka, Ấn Độ.